# Kluczbork (stad)
Kluczbork (Duits: Kreuzburg O.S.) is een stad in het Poolse woiwodschap Opole, gelegen in de powiat Kluczborski. De oppervlakte bedraagt 12,35 km², het inwonertal 26.164 (2005).

## Geschiedenis
De plaats werd op 2 november 1252 gesticht. Op 26 februari 1253 kreeg de plaats onder de naam Cruceburg stadsrechten volgens het Maagdenburgse recht. Tot 1945 behoorde de stad Kreuzburg tot het Duitse Rijk.

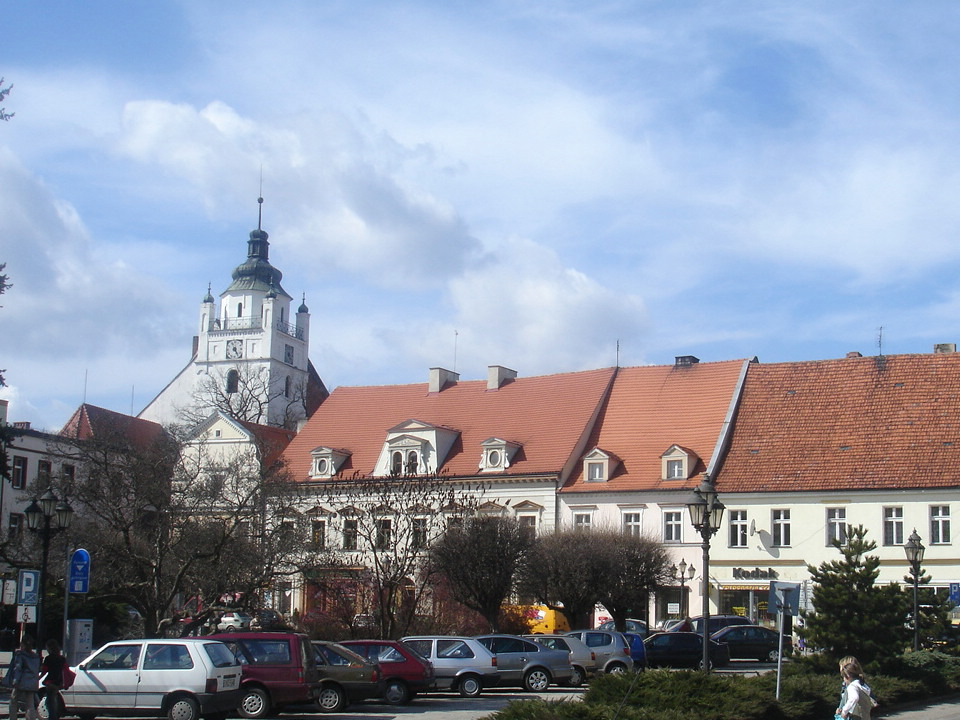
Ring en Evangelische kerk

Tot het grondgebied van de gemeente horen naast de stad Kluczbork de volgende 23 plaatsen:
| - Bażany (Basan, 1936–45 Wacholdertal) - Bąków (Bankau) - Biadacz (Ludwigsdorf) - Bogacica (Bodland) - Bogacka Szklarnia (Bodländer Glashütte) - Bogdańczowice (Wüttendorf) - Borkowice (Borkowitz, 1936–45 Borkenwalde) - Czaple Stare (Alt Tschapel, 1936–45 Stobertal) - Gotartów (Gottersdorf) - Krasków (Kraskau, 1936–45 Grasenau) - Krzywizna (Schönwald) - Kujakowice Dolne (Nieder Kunzendorf) | - Kujakowice Górne (Ober Kunzendorf) - Kuniów (Kuhnau) - Ligota Dolna (Nieder Ellguth) - Ligota Górna (Ober Ellguth) - Łowkowice (Lowkowitz, 1936–45 Bienendorf) - Maciejów (Matzdorf) - Nowa Bogacica (Karlsgrund) - Smardy Dolne (Nieder Schmardt) - Smardy Górne (Ober Schmardt) - Unieszów (Berthelschütz) - Żabiniec (Fabianswalde) |

## Verkeer en vervoer
- Station Kluczbork